# تپه دویا تاقی
تپه دویا تاقی مربوط به هزاره اول (پیش از میلاد) است و در شهرستان تکاب، بخش مرکزی، دهستان انصار، روستای سبیل واقع شده است. این اثر در تاریخ ۳۰ دی ۱۳۸۵ با شمارهٔ ثبت ۱۶۷۵۴ به عنوان یکی از آثار ملی ایران به ثبت رسیده است.